# Park Narodowy Tazakka
Park Narodowy Tazakka – park narodowy w północnym Maroku, na pograniczu Atlasu Średniego i gór Rif. W parku położona jest góra Dżabal Tazakka. 
Zbocza gór w Parku Narodowym Tazakka porośnięte są w niższych partiach lasami dębów korkowych i dębów skalnych, w poszyciu dominują czystki i orlice. Lasy te są siedliskiem wielu gatunków motyli, m.in. przeplatki chabrówki i perłowca większego. Żyje tu też wiele gatunków ptaków, głównie dudki, kowaliki, pełzacze ogrodowe, sikory, kraski, dzierzby rudogłowe i srokosze.